# Municipio de Thornbury (condado de Chester)
El municipio de Thornbury (en inglés: Thornbury Township) es un municipio ubicado en el condado de Chester en el estado estadounidense de Pensilvania. En el año 2000 tenía una población de 2678 habitantes y una densidad poblacional de 264,4 personas por km².

## Geografía
El municipio de Thornbury se encuentra ubicado en las coordenadas 39°55′50″N 75°32′43″O / 39.93056, -75.54528.

## Demografía
Según la Oficina del Censo en 2000 los ingresos medios por hogar en la localidad eran de $84 225 y los ingresos medios por familia eran de $112 291. Los hombres tenían unos ingresos medios de $70 602 frente a los $42 371 para las mujeres. La renta per cápita de la localidad era de $47 505. Alrededor del 1,6% de la población estaba por debajo del umbral de pobreza.

## Educación
El Distrito Escolar del Área de West Chester gestiona escuelas públicas.